# Mixojapyx impar
Mixojapyx impar är en urinsektsart som beskrevs av Filippo Silvestri 1948. Mixojapyx impar ingår i släktet Mixojapyx och familjen Japygidae. Inga underarter finns listade i Catalogue of Life.